# Helmut Benthaus
Helmut Benthaus (ur. 5 czerwca 1935 w Herne) – niemiecki trener piłkarski, wcześniej piłkarz grający na pozycji pomocnika.

## Kariera
Pierwszym klubem w jego karierze była Westfalia Herne, z którą w 1959 roku zdobył mistrzostwo Zachodu w niemieckiej Oberlidze. Po jednym sezonie spędzonym w TSV 1860 Monachium przeniósł się do 1. FC Köln, z którym ponownie triumfował w Oberlidze (1963), a w sezonie 1963/64 został pierwszym mistrzem nowo powstałej Bundesligi.
Między 1958 a 1960 rokiem rozegrał osiem spotkań w kadrze narodowej RFN.
Po zajęciu drugiego miejsca w Bundeslidze 1964/65 przeniósł się do Szwajcarii i objął posadę trenera w FC Basel. Opiekował się piłkarzami tego klubu aż do 1982 roku (w latach 1965–1971 był równocześnie zawodnikiem, wystąpił w 23 spotkaniach ligi szwajcarskiej). Poprowadził ich do siedmiu tytułów mistrzowskich w Nationallidze A (w sezonach 1966/67, 1968/69, 1969/70, 1971/72, 1972/73, 1976/77 i 1979/80), dwóch Pucharów Szwajcarii, zwycięstwa w Schweizer Liga Cup, a także doszedł z nimi do ćwierćfinału Pucharu Europy Mistrzów Klubowych (odpowiedniku dzisiejszej Ligi Mistrzów) w sezonie 1973/74 (w tej fazie rozgrywek RotBlau okazali się słabsi od Celticu).
W latach 1982–1985 Benthaus ponownie pracował w Niemczech, w grającym w Bundeslidze VfB Stuttgart. W sezonie 1983/84 został mistrzem kraju. Gwiazdami jego drużyny w owym czasie byli gracze takiego kalibru jak Guido Buchwald, bracia Bernd i Karlheinz Förster, Hermann Ohlicher, Islandczyk Ásgeir Sigurvinsson, Karl Allgöwer, Peter Reichert, Szwed Dan Corneliusson oraz Walter Kelsch.
Przed rozbratem z piłką nożną ponownie prowadził ekipę z Bazylei. Od 1985 do 1987 roku, nie licząc mało prestiżowego zwycięstwa w Uhrencup, nie wywalczył z nią jednak żadnego tytułu.